# Избавление (фильм, 1919)
«Избавление» (англ. Deliverance) — немой чёрно-белый фильм режиссёра Джорджа Фостера Платта, рассказывающий об американке Хелен Келлер, в младенчестве лишившейся зрения и слуха. В картине снялись как сама Хелен, её учителя и родственники, так и приглашённые исполнители.

## История создания

### Замысел
Впервые идея «Избавления» появилась у американского писателя Фрэнсиса Тревельяна Миллера. Он отправил Хелен Келлер письмо с предложением снять картину о её жизни.
Келлер ответила согласием. В своей автобиографии она написала следующее:

Идея эта мне очень понравилась. Я думала, что таким путём мы сможем рассказать людям не только о том, как я была избавлена от превратностей судьбы, но и от том, как наш искалеченный, измученный войной мир может быть избавлен от раздоров социальной несправедливости, правильнее сказать, от духовной глухоты и слепоты. Поэтому картину мы назвали «Избавление».

### Съёмки
Съёмки проходили в киностудии «Брантон». Режиссёром был выбран Джордж Фостер Платт, в качестве операторов выступили Лоуренс Фоулер и Артур Тодд.
Согласно воспоминаниям Келлер, режиссёру пришлось разработать специальную систему стуков для общения с ней. Также им помогала учительница Хелен Полли Томпсон, переводившая слова Платта своей подопечной с помощью ручной азбуки.
На съёмках присутствовал Чарли Чаплин, не принимавший участие в создании картины.

## Сюжет
Хелен Келлер в младенчестве лишилась слуха и зрения. Когда ей было семь лет, родители пригласили в дом педагога Энн Салливан, которая до операции на глазах сама страдала слепотой. Несмотря на постоянные трудности, Салливан удаётся научить Хелен понимать ручную азбуку.
Параллельно идёт история Нади, дочери иммигранта и подруги Хелен. Сын Нади воевал на Первой мировой войне и вернулся с фронта слепым, после чего Надя и Хелен создали госпиталь для помощи ослепшим солдатам.
В конце по сценарию они должны были отправиться во Францию на конференцию Большой четвёрки, чтобы побудить правителей окончить войну, но эта сцена была удалена из фильма. Вместо этого показано, как Хелен и Надя скачут на конях, символизируя собой идеалы новой эры.

## В ролях
| Актёр                | Роль                        |
| -------------------- | --------------------------- |
| Хелен Келлер         | саму себя                   |
| Этна Росс            | Хелен Келлер в детстве      |
| Энн Мэйсон           | Хелен Келлер в юношестве    |
| Полли Томпсон        | саму себя                   |
| Энн Салливан         | саму себя                   |
| Эдит Лайл            | Энн Салливан в детстве      |
| Кейт Адамс Келлер    | саму себя                   |
| Бетти Шод            | Кейт Адамс Келлер в детстве |
| Ардита Меллинина     | Надя                        |
| Тула Белль           | Надя в детстве              |
| Дж. Паркс Джонс      | сын Нади                    |
| Филлипс Брукс Келлер | самого себя                 |
| Дженни Линд          | Марта Вашингтон             |
| Тру Бордман          | друг Хелен                  |

## Использование
Кадры из «Избавления» были использованы в документальном фильме о Хелен Келлер «Непобеждённая». Картина, вышедшая в 1954 году, получила «Оскар» как лучший документальный полнометражный фильм.